# Fluordravita
La fluordravita és un mineral de la classe dels silicats, que pertany al grup de la turmalina. Rep el nom per ser l'anàleg de fluor de la dravita.

## Característiques
La fluordravita és un silicat de fórmula química Na(Mg₃)Al₆(Si₆O18)(BO₃)₃(OH)₃F. Va ser aprovada com a espècie vàlida per l'Associació Mineralògica Internacional l'any 2010. Cristal·litza en el sistema trigonal. La seva duresa a l'escala de Mohs és 7.
Segons la classificació de Nickel-Strunz, la fluordravita pertany a «09.CK - Ciclosilicats, amb enllaços senzills de 6 [Si₆O18]12-, amb anions complexos aïllats» juntament amb els següents minerals: fluorschorl, fluorbuergerita, cromodravita, dravita, elbaïta, feruvita, foitita, liddicoatita, olenita, povondraïta, schorl, magnesiofoitita, rossmanita, oxivanadiodravita, oxidravita, oxirossmanita, cromoaluminopovondraïta, fluoruvita, abenakiïta-(Ce), scawtita, steenstrupina-(Ce) i thorosteenstrupina.
L'exemplar que va servir per a determinar l'espècie, el que es coneix com a material tipus, es troba conservat a l'Smithsonian, situat a Washington DC (Estats Units), amb el número de catàleg: 121341.

## Formació i jaciments
Va ser descoberta a la mina Crabtree, al districte miner de Spruce Pine, dins el comtat de Mitchell (Carolina del Nord, Estats Units). També ha estat descrita en altres indrets dels Estats Units, el Canadà, Alemanya, Grècia, la República Txeca, Noruega, Moçambic i l'Afganistan.